# Overly Attached Girlfriend

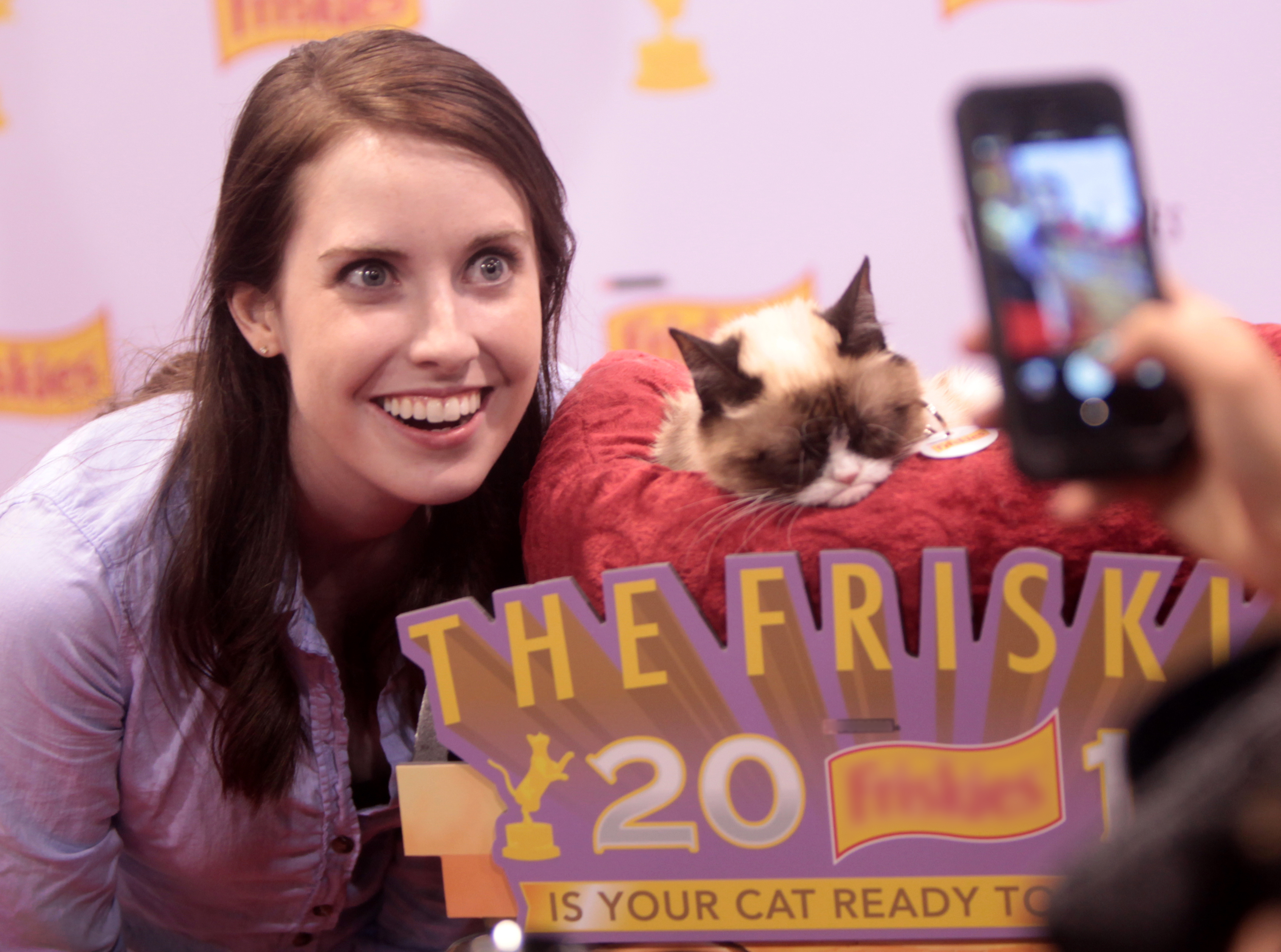
Laina Morris posiert als "Overly Attached Girlfriend" neben Grumpy Cat

Overly Attached Girlfriend (Übermäßig anhängliche Freundin) ist eine Internet-Kunstfigur und -Phänomen, das erstmals in einem Video auf der Videoplattform YouTube, veröffentlicht von Laina Morris auf dem Kanal Laina, am 6. Juni 2012 zu sehen war. Das Video wurde ursprünglich zu einem Wettbewerb eingereicht, dessen Ziel es war, ein „Gegenstück“ des Justin-Bieber-Erfolgssongs Boyfriend mit dem vorgegebenen Titel Girlfriend zu komponieren und sich beim Singen zu filmen. Das Video zeigt eine junge Frau, mit fixiertem Lächeln in die Kamera starrend, während sie darüber singt, ihren Freund über Facebook zu stalken.
Im Jahr 2019 kündigte Morris ihren Abschied von YouTube an und veröffentlichte am 25. Juli 2019 ein Video, in welchem sie erklärt, dass sie keine Videos mehr veröffentlichen wird. In dem Video sprach sie über ihre persönliche Geschichte mit Depressionen und Angstzuständen, die sich hinter den Kulissen abspielten.

## Erfolg
Am 19. Dezember 2014 zählte Laina Morris’ YouTube-Kanal über 1.200.000 Abonnenten und insgesamt über 130.000.000 Aufrufe. Ihr Benutzername ist nach wie vor „wzr0713“, seit ihrer YouTube-Partnerschaft ist ihr Vorname „Laina“ als Kanalname zu sehen. Zum Erfolg des Videos trug zu einem großen Teil die Website Reddit bei, auf der das Video bereits nach dem ersten Tag über 170.000 Mal aufgerufen wurde.
Dem Erfolg des Videos zur Folge, entstand aus dem „Overly Attached Girlfriend“ ein Meme, das das Makro der jungen Frau zeigt, während sie starr, nahezu manisch, in die Kamera lächelt. Mit diesem Bild stellt sich Laina als „Overly Attached Girlfriend“ bewusst als krankhafter Stalker und eifersüchtige Freundin dar. Das Bild verbreitete sich ebenfalls schnell, hauptsächlich über soziale Netzwerke, im Internet.
Laina Morris veröffentlichte regelmäßig weitere Videos. Neben auf dem „Overly Attached Girlfriend“ basierenden Videos, wurden Interviews mit Gästen der AMAs und Spenden-Videos hochgeladen. Genau ein Jahr nach dem Video-Debüt erreichte der Kanal bereits über 595.000 Abonnenten, sowie über 76.500.000 Aufrufe. Das erste Video wurde zu diesem Zeitpunkt 15.600.000-, das zweite 18.600.000-mal aufgerufen.

## Identität von „Overly Attached Girlfriend“
Die Urheberin des Internet-Phänomens ist Laina Morris (* 22. Juni 1991) aus Denton, in Texas, die von Mashable als eine der „15 durch das Internet berühmt gewordene Menschen im Jahr 2012“ (OT: 15 People Made Famous by the Internet in 2012) vorgestellt wurde. Sie ist im Internet meist lediglich unter ihrem Vornamen bekannt, da ihr Nachname auf eigenen Wunsch in den meisten Fällen nicht genannt wird. Neben den Videos, in denen sie ihren erfundenen Charakter verkörpert, tritt sie gelegentlich auch persönlich auf. Morris war als „Overly Attached Computer“ in einem Samsung- und in einem RealPlayer-Cloud-Werbespot neben anderen Internet-Kunstfiguren zu sehen.